# Anastasia Dualla
Anastasia Dualla – fikcyjna postać serialu Battlestar Galactica grana przez Kandyse McClure. Dualla jest oficerem łącznościowym na Battlerstar Galactica. Wcześniej była m.in. zastępcą dowódcy na Battlestar Pegasus.

## Życiorys
Dualla pochodzi z planety Sagittaron, więc w oczach innych, czasami nie jest traktowana poważnie. Dla ojca Dualli wstąpienie do Floty Kolonialnej było szaleństwem i żartem (Sagittarianie są pacyfistami). Jednakże wstąpiła do Floty bo „Chciała w coś wierzyć”. Trzy tygodnie przed atakami Cylonów pokłóciła się z ojcem, nie zdołała się z nim pogodzić o co miała do siebie żal.
W czasie ataków odnotowywała wiele awarii statków powietrznych tuż przed zniszczeniem o czym poinformowała Gaetę. Następnie ustaliła m.in., że zaginiony Olimpic Carier posiada na swoim pokładzie broń atomową, co doprowadziło do jego zniszczenia przez Apollo. Gdy na pokładzie Astral Queen wybuchł bunt więźniów, broniła ich przywódcę, Toma Zarka, przed komentarzami ze strony Floty.
Zaraz po atakach związała się z Billem Keikeyem (osobistym sekretarzem Prezydent Roslin). W czasie abordażu Cylonów na Galactice doznała obrażeń, a gdy Roslin uciekała na Kobol pomogła jej się wydostać z Battlestara. Po śmierci Billa związała się z młodym Adamą.
W czasie wyborów prezydenta Kolonii Dualla wraz z Pułkownikiem w porozumieniu z Roslin dokonała fałszerstwa wyborów, jednak dzięki Felixowi fałszerstwo się wydało i to Baltar wygrał.
Po zasiedleniu Nowej Caprici Dee wyszła za mąż za Apollo i została jego zastępczynią na Pegasusie. To ona jako pierwsza zauważyła zbliżającą się flotę Cylonów dzięki czemu Galactica, Pegasus oraz kilka statków cywilnych zdołało uciec.
W czasie bitwy o Nową Capricę wróciła wraz z Apollo na ratunek Galactice. To ona kazała opuścić Pegasusa Apollo. Po Drugim Exodusie wróciła na stanowisko głównego łącznościowca na Galactice. W tym czasie wraz z Andersem kilkakrotnie widziała jak Apollo całuje się ze Starbuck. Uczestniczyła w ekspedycji na Planecie Alg i pomogła tam swojej rywalce w powrocie na Battlestar, gdyż ta ucierpiała w wyniku ataku Cylonów. Po powrocie a Planety Alg praktycznie nie rozmawiała z Apollo.
W czasie epidemii we flocie cierpiała jak każdy mieszkaniec Sagittariona. Nie chciała się poddać leczeniu wojskowego lekarza dra Cottle i poszła do doktora Roberta. Robert mordował ludność Sagittarona, ale dzięki interwencji Helo została uratowana.
Gdy Apollo został obrońcą Baltara w jego procesie, Dualla wierząca w winę byłego prezydenta odeszła od męża.
W dniu, w którym koloniści odkryli pierwszą Ziemię Dee popełniła samobójstwo, nigdy nie dotarła do naszej Ziemi.